# استئصال قمة الجذر
استئصال قمة الجذر، أو بتر الجذر أو علاج تراجع نفق الجذر، أو تعبئة تجويف الجذر هو إجراء جراحي لبي يتم بإزالة قمة الجذر للسن، وذلك عبر استئصال قمة الجذر من الخارج من خلال عظمة الفك. غالبًا ما تتم عملية الاستئصال بواسطة عمليات مجهرية لبية.
يكون استئصال قمة الجذر ضروريًا عندما يفشل العلاج المألوف والتقليدي لنفق جذر السن، ولا تنجح إعادة العلاج أو لا ينصح بها.
هناك أمثلة عديدة تم توظيف الإبداع فيها والاستفادة من التقنيات المجهرية طبيًا؛ مثل :المجهر الأسناني التشغيلي، وبعض الأدوات المجهرية، وبعض التحضيرات فوق الصوتية ومواد التعبئة التي يكون أساسها الكالسيوم والسيليكات.
كثيرًا ما تتم إزالة طرف الجذر أثناء استئصال القمة؛ وذلك للتخلص من الدلتا الذروية (دلتا ذروية) لضمان عدم وجود أي مناطق ملتهبة وتعظيم فرصة نجاح الالتئام.
خلع السن هو البديل الوحيد لهذه العملية مع ضرورة استبداله بسن صناعي أو جسر أو زرع بديل عنه.
المراد من استئصال قمة الجذر هو معالجة الالتهاب، وهو مرتبط بتنظيف وسد مصدر الالتهاب.
يوجد حالات علاجية يتم فيها إجراء استئصال قمة الجذر دون أن يسبق ذلك علاج لا جراحي للأسنان، ومن هذه الاستثناءات: تمدد التغير الناشئ عن الالتهابات، ووجود كيس بجانب الجذر، وبعض الحالات التشريحية الخاصة، أو وجود كسر في ثلث الجذر الأسفل من السن.
قطع الجذر يتضمن تجليف الجزء القمي لجذر السن. هذه الخطوة هي في الغالب تعتبر خطوة تكميلية للعمليات الجراحية المحيطة بالجذر وهي تخدم بشكل أساسي هدفين رئيسيين:
- هي تزيل الجزء القمي لجذر السن الغير معالج مما يسمح للعامل من معرفة سبب الفشل.
- هي تزودنا بسطح مسطح لتحضير تجويف جذري لحشو هذا التتجويف بمادة حشوة الجذر.

قطع الجذر يتم باستخدام مثقب شقّي مبريّ باستخادم قبضة السرعة العالية وارتواء كمية وفيرة منمحلول ملح معدني. التجليف يجي أن يكون ما يقارب 45 درجة بالاتجاه اللساني - الوجهي، ويفضل أن يكون التجليف بأقل قيمة ممكنة حتى يعطي وضوح ورؤية أكبر لقمة الجذر.

بشكل عام، كمية الجزء المزال من الجذر يعتمد على السبب الذي دعى إلى قطع الجذر.
ولكن قطع الجذر يجب أن يكون كافيا لعمل ما يأتي:
- يوفر إمكانية الوصول إلى الجهة اللسانية – الوجهية للجذر.
- وضع القناة في منتصف الجذر المقطوع.
- يكشف وجود قنوات وكسور إضافية.

عملية قطع الجذر
الجراحة في قنوات الجذر تتم غالبا تحت تخدير موضعي حتى لا يحس بالألم. للبدء بالعملية، يتم فتح شق صغير في اللثة، فبذلك يتم كشف مكان الالتهاب الموجود في الجزء القمي للجذر. يتم إزالة الأنسجة الملتهبة الموجودة بالإضافة لميليمترات قليلة من قمة الجذر. يمكن كذلك استخدام صبغة للكشف عن وجود أي تشققات أو كسور موجودة، حيث أنه إذا تبين وجود كسر في السن فإنه يفضل خلع السن بدلا من إكمال عملية قطع الجذر.
بعد ذلك يتم استخدام مجهر وضوء لفحص القنوات الصغيرة، حيث يتم تنظيفهم باستخدام أدوات فوق صوتية ليتم بعد ذلك حشوهم بمادة خاملة وسدها بمادة بحشوة صغيرة. ولإنهاء العملية يتم استخدام طعم عظمي في المكان المصاب، وبعد ذلك يتم تخييط أنسجة اللثة التي تغطي جذور السن. يمكن أخذ صور أشعة عند الاقتراب من إنهاء العملية. بعد ذلك يتم إعطاء تعليمات ما بعد العملية للالتزام بها في البيت. عمليات قطع الجذر غالبا ما تأخذ ما يقارب 30-90 دقيقة لإكمالها.
ما بعد العملية يمكن أن يشعر المريض بشيء من الانتفاخ أو الألم والتقرح في المنطقة المعالجة. الأدوية اللاستيرودية المضادة للالتهاب المتاحة بدون وصفات طبية هي الخيار المناسب للتخفيف من عدم الارتياح الموجود في المنطقة المعالجة. يستطيع المريض ممارسة نشاطاته الاعتيادية في اليوم الثاني، ولكن يحتاج لتجنب أكل الأطعمة القاسية أو المقرقشة وتجنب تفريش الأسنان بشكل قوي وعنيف لعدة أيام بعد العملية. وإذا كانت الدرزات غير ذاتية التحلل فإنه يجب مراجعة الطبيب لفكها بعد ما يقارب الأسبوع لإزالتها.

## وصلات خارجية
- Apicoectomy procedure described (site sponsored by Aetna Dental Plans)